# Velodromi u Hrvatskoj
Prvi velodromi u Hrvatskoj izgrađeni su potkraj 19. stoljeća u Zagrebu, a s vremenom su izgrađeni i rekreativni velodromi u drugim gradovima. Posljednji profesionalni velodrom u Hrvatskoj bio je onaj na Stadionu Kranjčevićeva, koji je srušen 2025. godine.

## Zagreb
Kroz povijest Zagrebačkog biciklizma izgrađeno je nekoliko profesionalnih i neka manja biciklistička trkališta. Osim značajnijih trkališta u Trnju, Trešnjevci i Maksimiru, 1921. godine izgrađeno je biciklističko i konjičko trkalište duljine 800 metara uz potok na Črnomercu, gdje se kasnije sagradila tvornica Končara. Godine 1932. između Krčke i Čazmanske ulice te Vrbika sagradilo se i mototrkalište Miramare, gdje su se također natjecali biciklisti.

### Srednjoškolsko igralište Elipsa
Igralište Elipsa nalazi se u Zagrebu, omeđeno Rooseveltovim trgom s istoka, Klaićevom ulicom sa sjevera, Kačićevom ulicom sa zapada i Ulicom Izidora Kršnjavoga s juga. Na tome je prostoru 1891. godine Hrvatski klub biciklista "Sokol 1887" izgradio prvo biciklističko trkalište u Zagrebu, duljine 333 metra. Trkalište je imalo tribinu za posjetitelje koja je većim dijelom bila natkrivena. Godine 1895. velodrom se napušta zbog početka gradnje školskih zgrada. HBK "Sokol 1887" taj je sportski objekt izgradio vlastitim sredstvima. Na toj stazi 25. lipnja 1892. godine održano je prvo trkališno Prvenstvo Hrvatske, Slavonije i Dalmacije.

### PNIŠK-ov stadion
Godine 1894. sagrađen je 500-metarski velodrom južno od današnje Koturaške ulice u Zagrebu (nazvane po starom nazivu za biciklizam) i bio je namijenjen korištenju Prvog hrvatskog biciklističkog društva. Staza je bila ovalna i dio sjedećih mjesta je bio natkriven. U međuvremenu zapušten velodrom preuzeo je 1907. godine PNIŠK. On ga je pretvorio u višenamjensko športsko igralište s nogometnim terenom u centru. Biciklistička traka oko terena pretvorena je u 500-metarsku atletsku stazu, prvu te vrste u Zagrebu. Korišten je za povremene utakmice između PNIŠK-a i HAŠK-a. Nakon što je PNIŠK ugašen 1909. stadion je napušten.

### Maksimir
Nakon što je zbog gradnje gimnazija Hrvatski klub biciklista “Sokol 1887” morao 1895. godine napustiti svoje prvo trkalište, novo je izgradio u Maksimiru 1897. godine, na križanju Maksimirske ulice i Svetica. To novo trkalište Zagrepčani su jednostavno zvali "Sokolovo trkalište". Ovalna vozna staza bila je duga 333,33 metra. U zavojima je staza postupno dignuta do 3 metra visine. Trkalište je bilo građeno posebno impregniranom hrastovinom, gornji sloj vozne staze bio je zaliven katranom te je pijesak u tom sloju otežavao proklizavanje. Tribina je bila duga 20 metara. Pod uzdignutim dijelom staze bile su klupske prostorije, sobe za trenere, a oko trkališta je bila drvena ograda. Unutar glavne staze je bila pomoćna staza. Velodrom je službeno otvoren 30. svibnja 1897. godine.

### Stadion Kranjčevićeva
Izgradnja Stadiona Kranjčevićeva započela je 1910-ih godina za potrebe nogometnog kluba Concordije, a završena je 1921. godine. Velodrom na stadionu, koji je kasnije dobio naziv Velodrom Zagreb, projektirao je Milan Zrinjski, a konstruiran je 1955. godine kao betonska staza oko nogometnog terena. Dana 28. travnja 2025. počelo je rušenje velodroma u sklopu rekonstrukcije Stadiona Kranjčevićeva, koji neće imati zamjenski velodrom.

## Ostali gradovi
U Varaždinu je prvi velodrom izgrađen 1895. godine, a u Puli je 1899. godine otvoren velodrom dug 333 metra s tribinama za 1200 osoba na mjestu današnje Gimnazije Pula.
Tijekom 1930-ih godina, u Bjelovaru, Osijeku i Varaždinu izgrađeni su novi velodromi.